# Sarcophage d'Aghia Triada
Le sarcophage d'Aghia Triada est un sarcophage minoen découvert en 1903 sur le site archéologique d'Aghia Triada. Datant du XIVe siècle avant notre ère, période de la présence mycénienne en Crète, il fut découvert dans une chambre funéraire, ou plutôt un petit bâtiment ayant servi de tombe. Unique par les matériaux, l'iconographie, les éléments narratifs, la technique et le style utilisés, le sarcophage d'Aghia Triada fournit un témoignage précieux sur les cérémonies religieuses et les rites funéraires minoens. Considéré comme un des exemples les plus connus de l'art égéen, il est conservé au Musée archéologique d'Héraklion.

## Découverte et datation

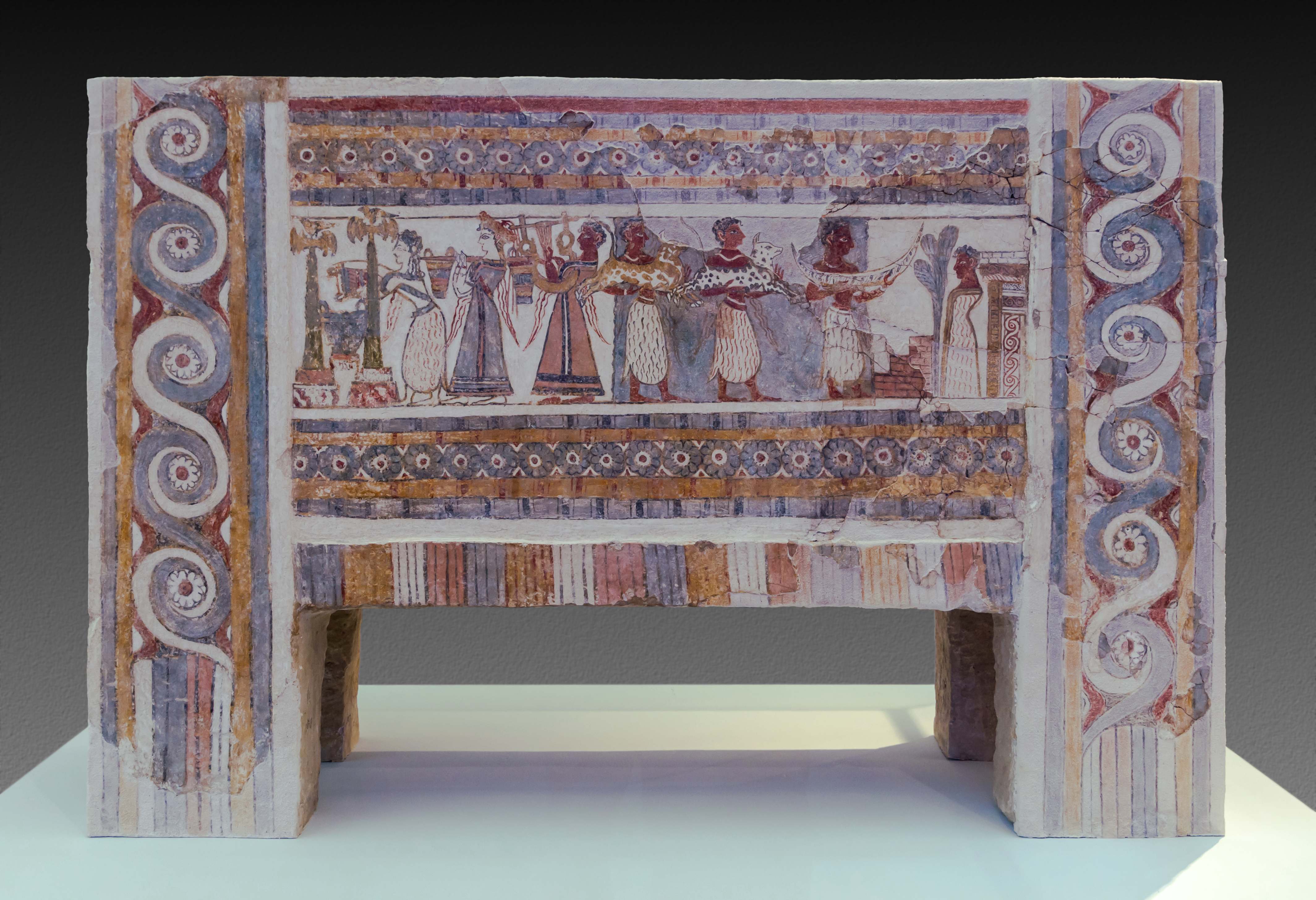
Le sarcophage d'Aghia Triada, exposé au Musée archéologique d'Héraklion.

Le sarcophage d'Aghia Triada a été découvert le 23 juin 1903 par Roberto Paribeni sur une colline abritant un cimetière de la fin de l'âge du bronze, près du site d'Aghia Triada. Cet édifice funéraire, dénommé tombe 4, est situé près de deux tombes à tholos (A et B) datant de la période prépalatiale, proche d'une zone d'enfouissement de larnakes, et à proximité d'une autre tombe de la période néopalatiale ou postpalatiale.
Le sarcophage fut découvert dans une chambre funéraire, ou plutôt un petit édifice ayant servi de tombe, mesurant 3,8 × 4,2 m. Les murs de l'édifice, qui ont été préservés sur une hauteur de 65 cm à 1,20 m, s'arrêtent à la surface du sol et n'ont pas de fondations proprement dites. Ce bâtiment, aux murs épais et faits de petites pierres irrégulières, est le seul exemple de ce type dans tout le monde minoen et mycénien. Les murs ne comportent pas de traces de fresques. Les premières fouilles ne révélèrent pas de traces de toit, mais les pierres de la structure suggèrent qu'elles auraient pu servir de base à une structure en bois, peut-être similaire au bâtiment représenté sur le sarcophage lui-même. Contemporain de la présence mycénienne en Crète, le bâtiment allie éléments traditionnels de l'architecture minoenne et des formes mycéniennes. La tombe 4 est similaire à deux tombes mycéniennes, retrouvées à Pharsale, dans le nord de la Grèce. Une tombe similaire, plus proche et datant de la même période, fut découverte à Archánes. Comme les tombes A et B de Mycènes, les tombes d'Aghia Triada et d'Archánes étaient réservées à un groupe social limité.
Lors de la découverte du sarcophage, celui-ci fut retrouvé couché sur le côté. À l'origine, les côtés Nord et Est furent certainement ceux qui s'offraient en premier à la vue des visiteurs du sarcophage faisaient front à la porte du tombeau. Le sarcophage était accompagné d'un larnax en terracotta sans décoration. Les deux cercueils possédaient vraisemblablement des couvercles, bien qu'aucun n'ait été retrouvé.
Ce larnax est l'unique exemplaire en calcaire trouvé à ce jour, et le seul à offrir une série de scènes décrivant le rituel funéraire minoen. La tombe et le sarcophage n'ont pu être datés à partir des objets retrouvés dans la tombe, mais le style du sarcophage permet de l'attribuer à la période transitoire entre le Minoen récent II et III. Longtemps considéré comme datant de -1400 à -1350 de nouvelles fouilles effectuées en 1997 par l'École italienne d'archéologie ont permis aux archéologues de donner une nouvelle datation au sarcophage. Il est désormais considéré comme datant de -1370 à -1320, qui correspond à la XVIIIe dynastie égyptienne, une période d'intenses relations entre la Crète et l'Égypte,. Cette période correspond également à un changement culturel et économique en Crète, avec l'apparition de nouvelles coutumes funéraires dérivées des Mycéniens. La tombe 4 servit pendant une courte période, peut-être une génération, étant donné qu'aucune trace de culte n'y a été retrouvée par la suite.

## Description

### Description générale

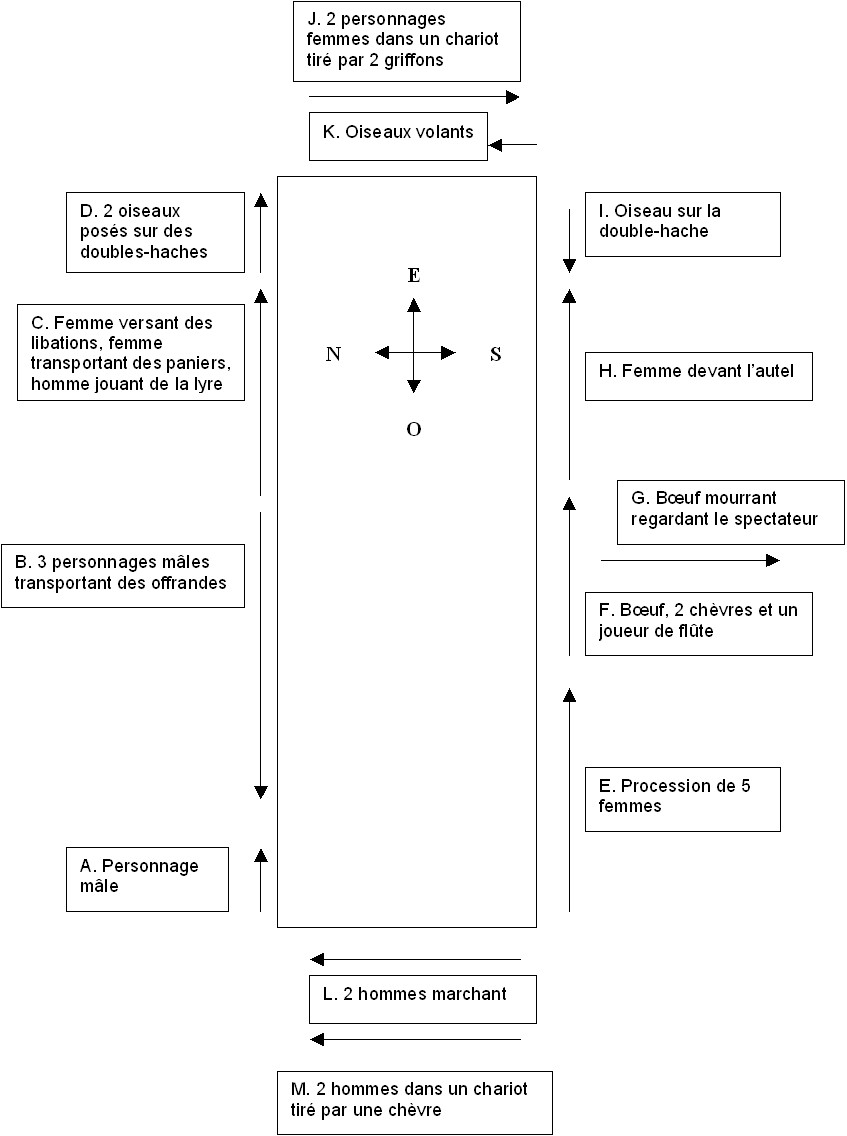
Les 13 scènes du sarcophage.

Le sarcophage d'Aghia Triada mesure 0,895 m de haut, 1,375 à 1,385 m de long sur 0,45 m de large, ce qui en fait un des plus grands cercueils jamais trouvé en Crète. C'est un cercueil de calcaire recouvert de plâtre, un plâtre que l'on retrouve habituellement sur les fresques murales minoennes. Chacun de ses côtés est peint de scènes religieuses, toutes différentes. Chacune de ces scènes est elle-même entourée de bandes et de décors d'ornementation. Les pieds sont eux-mêmes décorés. Les six faces du sarcophage offrent une série de treize mouvements. Le spectateur devait faire le tour complet du sarcophage pour avoir une vue complète de l'ensemble.
Deux squelettes reposaient dans le fond du cercueil. En plus d'os humain, un rasoir en bronze, un bol en serpentine, un coquillage de triton, et des fragments d'une figurine féminine ont été retrouvés.
Bien que les scènes ne représentent pas de processions de deuil comme on peut le voir sur les cercueils mycéniens, la présence d'os dans ce qui ressemble à une tombe permet de penser que le sarcophage d'Aghia Triada était un objet associé aux funérailles. Les scènes représentent des actes naturels et surnaturels associés aux croyances religieuses minoennes. Les fresques relativement sophistiquées permettent d'avancer que le sarcophage servait à recueillir la dépouille d'une personne haut placée dans la société minoenne.
Les sarcophages minoens étaient percés de trous dans leurs fonds, sans doute pour permettre aux liquides de s'évacuer. La culture minoenne semble avoir minimisé l'importance du corps physique. Après la décomposition du corps, les os étaient sans doute déplacés soit, dans un coin du sarcophage, soit sur le sol de la tombe elle-même, ou simplement déplacés dans un autre larnax qui servait alors d'ossuaire. Le sarcophage d'Aghia Triada n'échappe pas à la règle, puisque cinq trous sont visibles au fond de l'objet.
Les scènes ou mouvements peints sur le sarcophage, peuvent être décrits en treize épisodes :
- Un homme observant la procession
- Procession de trois hommes portant deux veaux et un bateau
- Une femme versant des libations, une femme transportant des paniers, un homme jouant de la lyre
- Deux oiseaux posés sur une double hache, prêts à s'envoler
- Procession de cinq femmes
- Un bœuf tué, deux chèvres et un joueur de lyre
- Un bœuf mourant, regardant le spectateur
- Femme faisant une offrande
- Oiseau venant de se poser sur une double hache, ou s'apprêtant à s'envoler
- Deux femmes dans un chariot tiré par deux griffons
- Oiseau en vol
- Trois personnages marchant
- Deux hommes dans un chariot tiré par une chèvre

### Face Nord

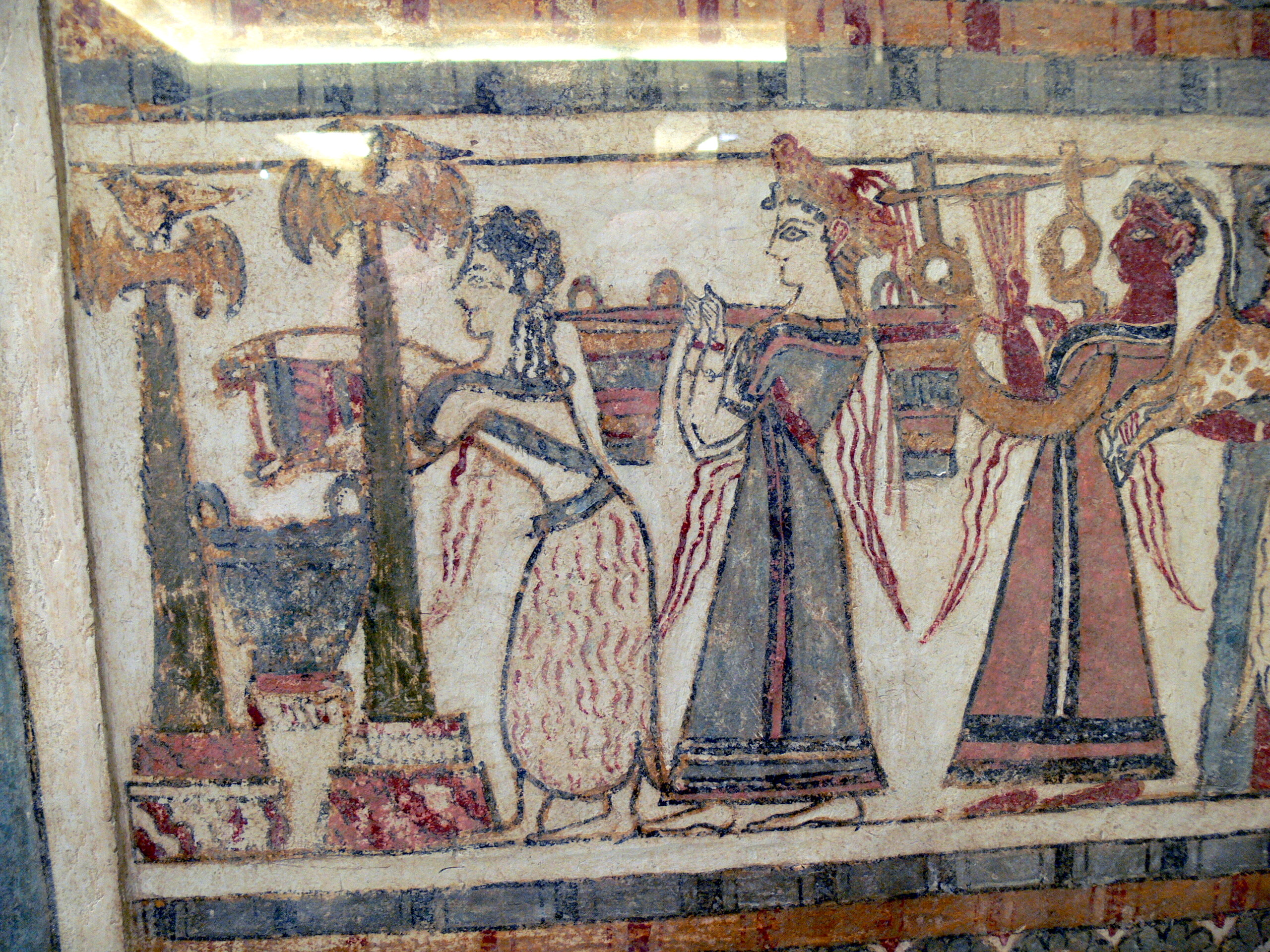

Les décors peints de la face Nord du sarcophage sont les plus connus, les plus fréquemment représentés, mais aussi les mieux conservés. Ces décors se divisent en registres horizontaux superposés, encadrés latéralement par des ornements verticaux se développant le long des pieds du sarcophage.
Après une succession de registres présentant des motifs géométriques, lignes et rosettes, le registre principal, au centre, déploie une large et complexe composition figurée. À gauche sont visibles deux haches bipennes dorées aux manches gainés de feuillage. On observe dans la représentation de ces haches montées sur un manche, la volonté de transcrire une impression de profondeur : si les socles ornés sont représentés dans des proportions similaires, la hauteur des manches n'est pas la même et fait d'ailleurs dépasser la hache de droite sur la bande blanche, en haut du registre. Les lames sont à double tranchant (peut-être pour signifier l'existence de deux doubles haches disposées en angle droit) et sont surmontées d'oiseaux (réels ou factices) tournant le dos à la scène. De petites doubles haches ont été retrouvées à Aghia Triada, ce qui porte à croire que la scène représentée évoque une cérémonie réelle ayant pu se dérouler sur l'actuel site archéologique. Ces doubles haches ne représenteraient pas forcément le simple rituel sacrificiel, mais pourraient également représenter le thème du renouveau ou de la renaissance. D'ailleurs, la couleur verte des manches des haches est parfois considérée comme une volonté de donner aux haches un aspect végétatif, symbole de la nature qui renaît chaque année. Les oiseaux surmontant les haches sont de couleurs noire et jaune, et semblent s'apprêter à s'envoler. Les oiseaux sont un élément récurrent de l'art minoen, y compris sur le sommet de colonnes, d'autels, cornes ou de personnages féminins. Les oiseaux pourraient avoir servi de médiateur entre le monde des humains et celui des dieux.
Entre les socles ornés des haches est disposé un large récipient à anses, sur un haut piédestal. Une jeune fille y verse le contenu d'un autre vase, de forme similaire, mais de décor différent et de dimensions moindres. Le liquide pourrait être le sang d'un animal sacrifié. Elle est suivie d'une autre jeune fille, portant sur son épaule droite une perche sur laquelle sont accrochés deux autres récipients. Derrière elles, un troisième personnage, masculin cette fois, les accompagne en jouant de la lyre. Cette scène, prenant place dans un fond blanc, occupe moins de la moitié de l'espace du registre.

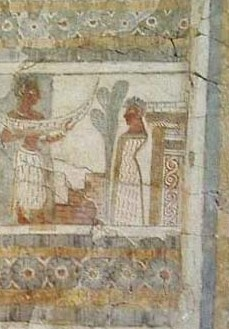

Une deuxième scène, lui faisant pendant mais abordant elle aussi le thème de l'offrande, se développe sur la partie droite du registre, et prend quant à elle une grande partie de celui-ci. À droite est placée une étrange figure masculine composée d'une tête surmontant un tronc grossier, dont la taille est marquée, mais qui prive le personnage de bras et de jambes (il est à noter que la partie inférieure de la robe est une reconstitution moderne). Il semble drapé dans un vêtement l'empêchant de mouvoir ses membres. Ce personnage semble regarder la scène dans toute sa longueur. Il pourrait être une représentation du mort lui-même, ou comme une représentation de son corps ou de son âme. Il pourrait également s'agir d'une divinité ou de sa représentation symbolique. Le positionnement de ce personnage, sa posture, la façon dont il semble contempler l'ensemble de la scène font qu'il peut être considéré comme un point de départ dans la lecture du sarcophage.
Derrière lui se trouve un petit élément architectural, orné (par des bas-reliefs ou des peintures) de motifs torsadés. Ces motifs sont similaires à ceux que l'on retrouve tout autour du sarcophage. Face au personnage sont disposés un petit arbre et un escalier à trois degrés. Cet élément à degré semble être exceptionnel dans l'art égéen. De fait, cet élément serait davantage à rapprocher de l'art égyptien dans lequel les escaliers marquent clairement une transition d'un endroit à un autre, d'un état à l'autre, et par extension, de la vie à la mort. Charlotte Long et Roberto Paribeni font un parallèle avec les coutumes funéraires égyptiennes. Ils comparent ce personnage à la momie tenue debout par Anubis dans la cérémonie égyptienne de l'ouverture de la bouche,.

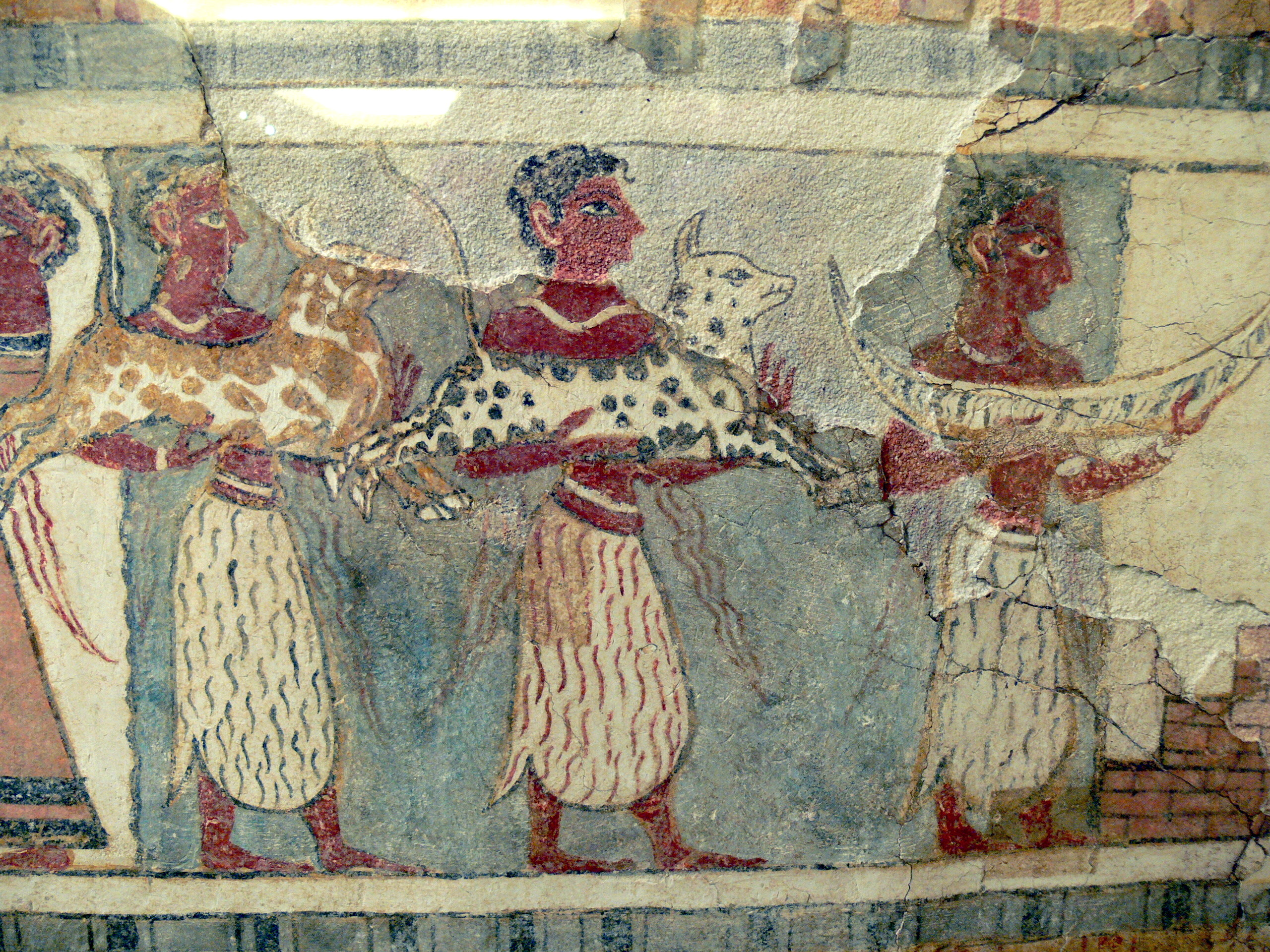

Face à cet ensemble, et au centre du sarcophage, trois figures masculines avancent en direction du mort ou de la divinité. Ces personnages se détachent sur un fond bleuté qui les séparent de l'autre procession. Ils portent des offrandes : l'un porte une maquette de bateau, les deux autres des veaux à la robe mouchetée, représentés dans l'attitude du « galop volant ». Cette forme inhabituelle, ne se prêtant pas aux circonstances, laisserait supposer qu'il s'agit, comme le bateau, de modèles, et non d'animaux réels. De nombreuses figurines de taureaux en terracotta ont été retrouvées dans les sanctuaires minoens, et il est tout à fait probable que ces veaux représentent ces poteries. La posture des animaux rappelle celle des fresques représentant de jeunes hommes effectuant des acrobaties au-dessus de taureaux (taurocatapsie). La tête du personnage central, ainsi que celle de l'animal qu'il porte, sont des reconstitutions modernes, tout comme la partie supérieure de la tête de l'autre animal. Cette scène aux veaux, ou aux bœufs miniatures correspond à la scène du sacrifice représentée sur la face sud. Cette interconnexion de ces deux scènes sacrificielles situées sur chaque centre des deux faces principales accentue l'importance de cet acte pour le spectateur.
La variété des costumes des différents personnages pourrait représenter divers statuts hiérarchiques soit de la société minoenne, soit du monde surnaturel minoen.

### Face Sud

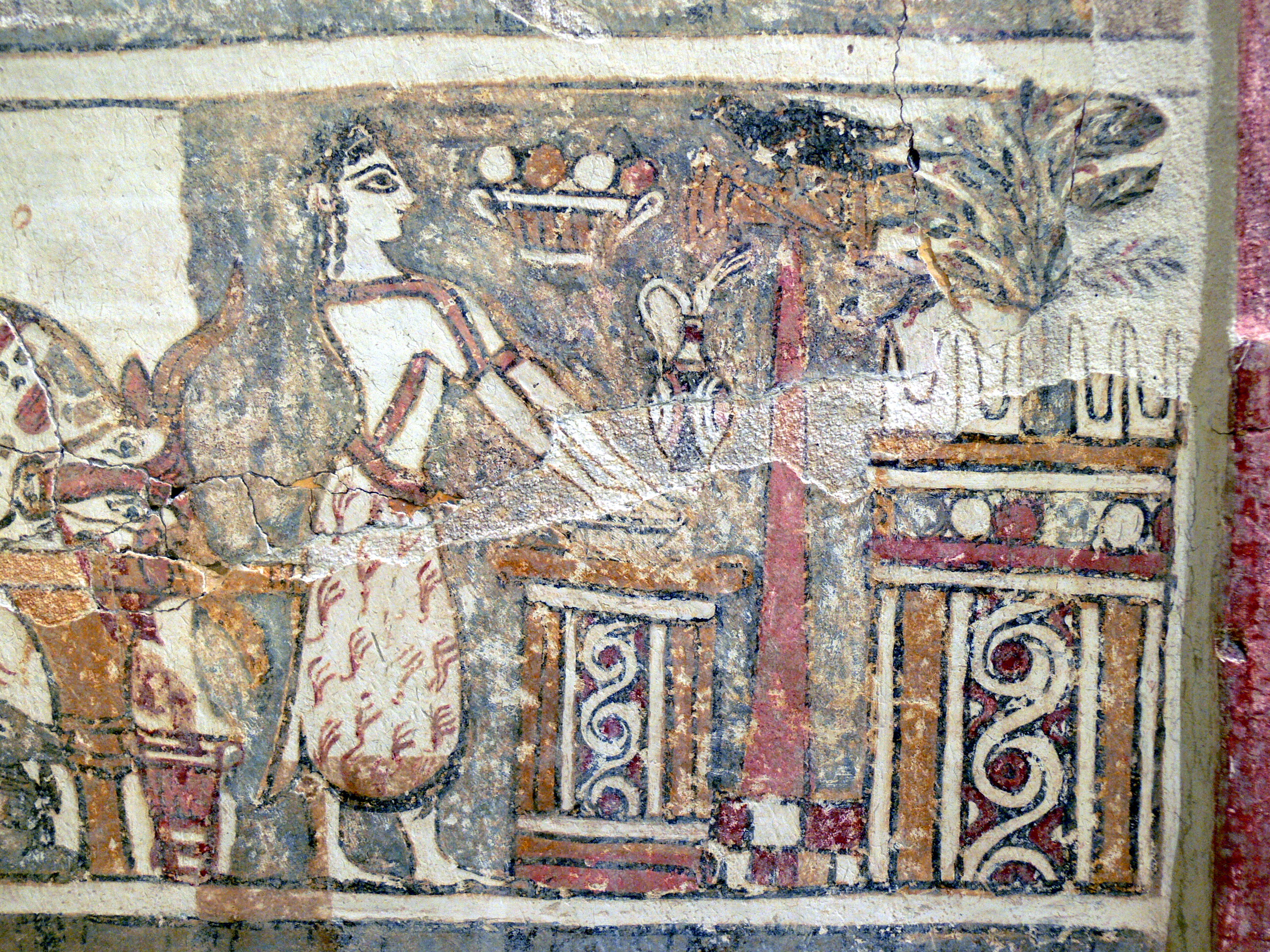

Le côté sud est divisé en cinq épisodes. Le spectateur ne pouvait pas voir ce côté de la tombe, du moins s'il était positionné de la façon dont elle a été retrouvée dans le tombeau. Seule la scène des offrandes sur le côté nord était alors visible. 
La face sud est ornée de la même manière que la face nord, par registres horizontaux superposés déterminant au centre un registre principal historié. La scène représente également une procession menant à un petit sanctuaire. Celui-ci, visible à droite de la scène, se compose de deux constructions ornées de surfaces verticales colorées avec au centre, des motifs en spirales. Le premier monument, plus grand que le second, est surmonté de deux paires de cornes séparées par un arbuste aux branches évasées. Le second élément est un autel sur lequel sont posés une cuvette et un vase peint à haut col, remarquable par son long bec verseur. Ces objets étaient très probablement utilisés dans le cadre de libations. Entre les deux éléments du sanctuaire prend place une double hache (ou quadruple ?) dressée sur un long manche (semblable à ceux présents sur la face nord) fixé par une sorte de socle peint en damier. Cette hache "quadruple" est elle aussi surmontée d'un oiseau, faisant cette fois face à la scène. L'oiseau possède une aile légèrement déployée, qui semble signifier qu'il s'apprête à s'envoler. Avec le bœuf au centre de la scène, l'oiseau est le seul élément orienté dans le sens inverse des autres personnages.
Contrairement à la face nord, les personnages font partie de la même scène, et se dirigent tous dans la même direction, en l'occurrence l'autel et le sanctuaire. Une prêtresse pratique un sacrifice sur un autel sur lequel repose un panier. Un autre panier est posé devant l’autel. L’autel est quadrangulaire, la partie supérieure légèrement plus large à la partie inférieure, faisant comme une corniche à l’ensemble. La partie inférieure est considérée comme un élément séparé si l’on en croit les différences de couleurs utilisées. Une première jeune fille se tient donc face à l'autel, portant ses mains à la cuvette ; derrière elle, attaché à une table, un taureau vient d'être égorgé, et son sang s'écoule dans un sceau posé au sol. Sous la table, deux chèvres sont allongées, tandis que derrière la table un jeune musicien joue de la double flûte,. Spyrídon Marinátos suggéra que la musique de flûte accompagnant le sacrifice de l'animal devait être intense, alors que la musique de la lyre sur la face nord, devait être apaisante. Derrière lui, quatre jeunes femmes marchent deux par deux, précédées d'une jeune fille exécutant les mêmes gestes que celle officiant devant l'autel, à la différence que ces mains sont tendues vers le bœuf tué. Cette partie, dont seul le bas a été préservé, a été reconstituée par une restauration moderne,. Le bœuf, par sa taille, est l'élément le plus important du côté sud, un  facteur qui montre l'importance de l'animal et de son sacrifice dans la culture minoenne. De plus, son sacrifice est au centre de la scène, et l'animal est à contre-sens de tous les autres personnages de la scène, et son regard est le seul à être tourné vers l'extérieur du sarcophage, et confronte celui du spectateur. Le sang qui coule de son cou atterrit dans un réceptacle qui semble enterré dans le sol. Recueillir le sang à un endroit particulier sur le sol montre l'aspect religieux de l'endroit.
De la même manière que pour la scène de la face nord, le fond est ici aussi divisé en surfaces peintes d'aplats de blanc et de couleurs sombres: le centre est de couleur claire, tandis que le reste, autant qu'on puisse en juger par les éléments originaux, est sombre, à l'exception d'un espace clair au-dessus de l'autel.

### Face Est

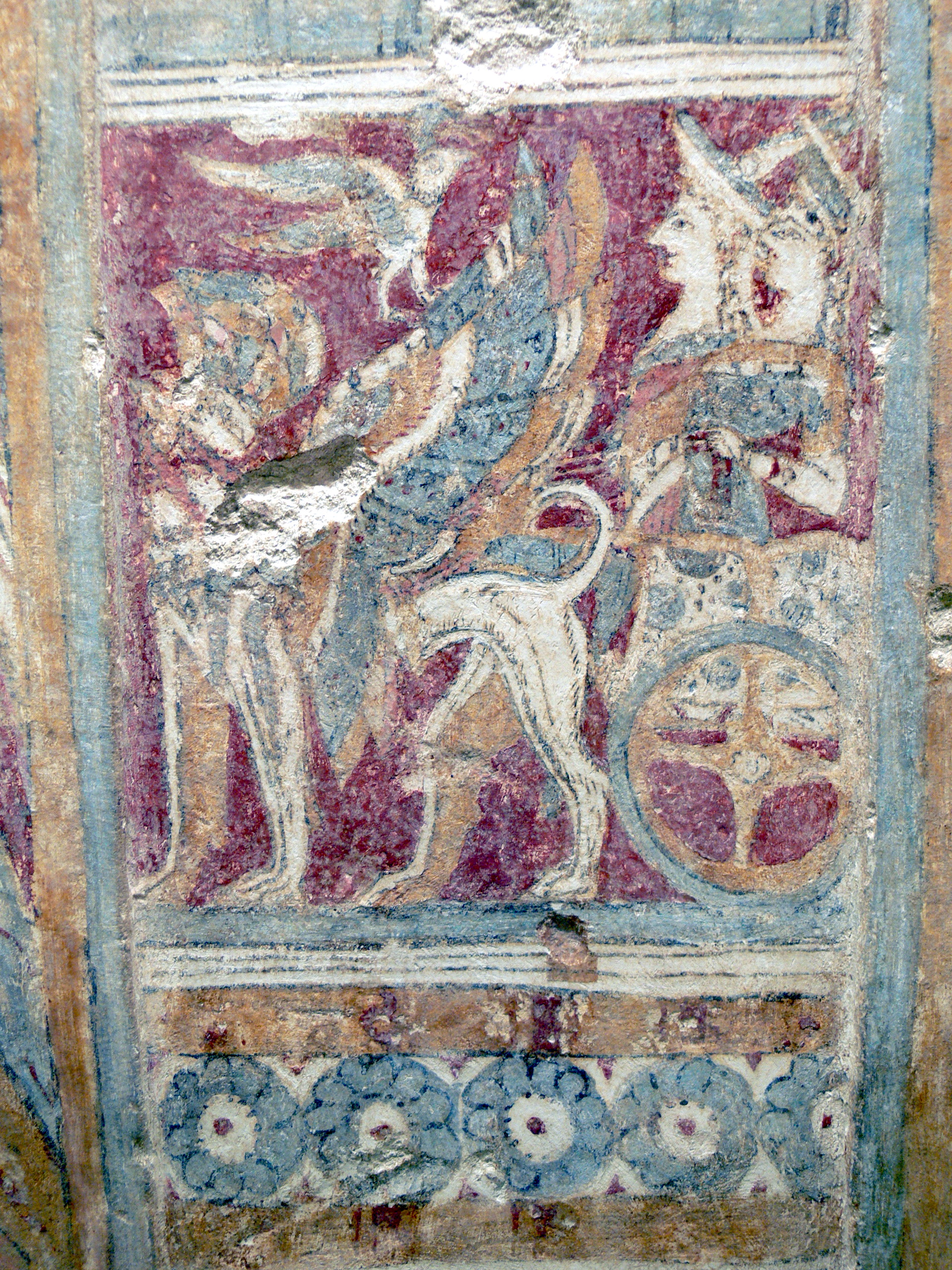

La face est (l'un des petits côtés du sarcophage), était sans doute la face la mieux exposée au visiteur entrant dans le tombeau. Elle est ornée d'une scène figurée, peinte dans un fond de couleur pourpre, encadrée par des éléments géométrique similaires à ceux présentés sur les autres faces. Cette scène évoque un attelage montés par deux femmes (l'une faisant office d'aurige, l'autre simple passagère) et tiré par un couple de griffons ailés aux ailes multicolores. L'usage des griffons pourrait indiquer que les femmes montées sur le chariot sont des divinités. La présence de personnages ou de divinités est peu commune sur les sarcophages minoens et leur présence sur les extrémités aurait été considérée comme l'endroit le plus approprié à la protection du mort.
Une peau d'animal, tachetée, recouvre le chariot. Cet élément rappelle l'animal sacrifié sur la face sud. Il pourrait même s'agir de la peau du même animal, en tant qu'exemple de ses usages après le sacrifice. Par extension, cette peau peut être le symbole de la résurrection et du renouveau.
Un oiseau s'envole au-dessus du groupe. Celui-ci est différent de l'oiseau de la face nord, de par sa taille et sa forme. C'est un grand oiseau aux longues pattes et au plumage brillant qui s'envole à contre-sens de l'ensemble.

### Face Ouest
La face ouest est ornée d'une manière globalement similaire à la façade est, si ce n'est que le décor central présente cette fois-ci un attelage de chevaux ou de chèvres. Cette face est divisée en deux registres. Il manque sur la section supérieure la majeure partie du plâtre qui recouvrait le sarcophage. On peut apercevoir cependant les pieds de deux personnages mâles qui semblent s'avancer. L'espace disponible porte à croire que trois ou quatre personnages auraient pu prendre place sur ce registre.
Dans la partie basse de la face ouest, deux hommes conduisent un chariot. Comme la face est, cet attelage tiré par des animaux fait référence au statut surnaturel des conducteurs, perçus probablement comme des dieux. En attelant des chèvres, un animal sauvage, les conducteurs sont montrés comme ayant le contrôle à la fois de leur attelage et de la nature. Les chèvres sont communément dépeintes sur les larnakes minoens dans des scènes de chasse, décrivant la suprématie de l'homme sur l'animal en lui donnant la mort. Les scènes de chasse sur les poteries funéraires pourraient suggérer à la fois un loisir et la richesse dans la vie mortelle et passe-temps idyllique dans l'autre monde. De manière similaire, cette scène pourrait indiquer une continuité de l'activité du défunt après la mort.
Des larnakes du Minoen récent IIIB représentent des chariots transportant le corps du défunt. Cette représentation est empruntée à l'art mycénien. Ces chariots voguent sur une mer de lignes ondulées, comme celles que l'on retrouve sur chaque extrémité du sarcophage.

### Rosettes

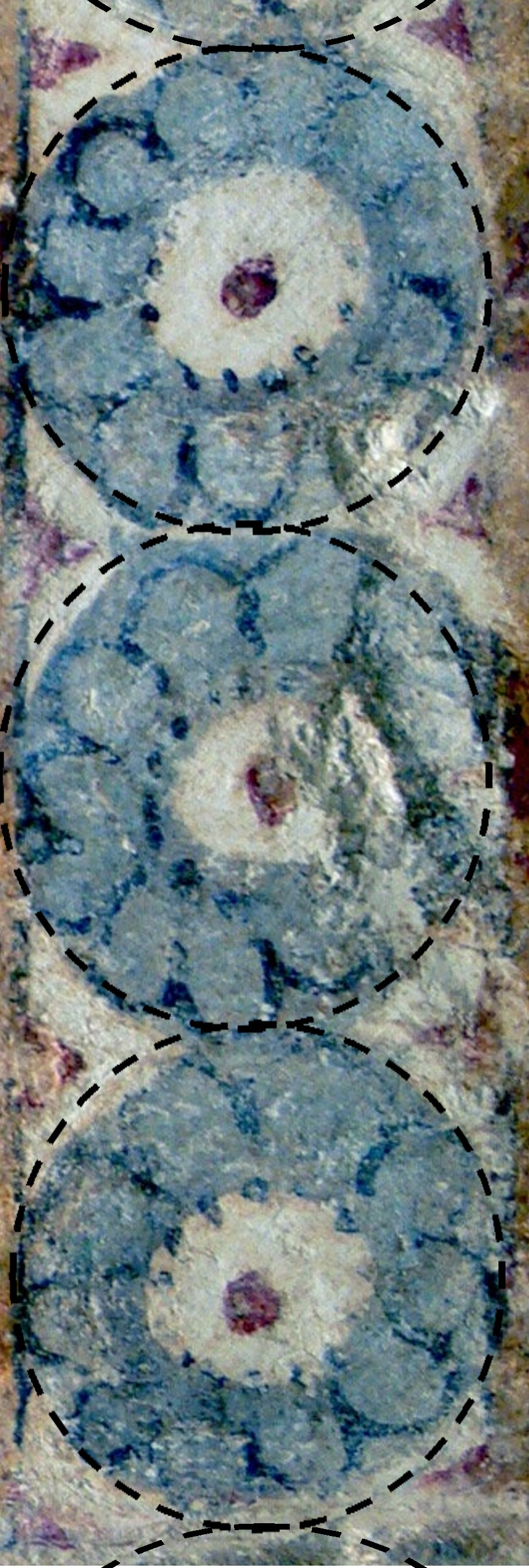

Le motif de la rosette est un élément important du sarcophage, que l'on retrouve sur toutes ses faces. Des rosettes encadrent les deux scènes principales des côtés nord et sud, alors qu'elles sont aussi présentes au centre des spirales en S qui ornent les montants du sarcophage. Ces rosettes sont encadrées par des « dents » qui viennent s'insérer dans les interstices entre chaque rosette.
Les rosettes ont toutes entre dix et onze pétales et sont de couleur bleue.
Elles peuvent être considérées comme un simple élément décoratif, mais leur omniprésence en de nombreux endroits du sarcophage suggère qu'elles possédaient un sens particulier dans les croyances minoennes. De par leur répétition et leur nature cyclique, elles pourraient symboliser la vie, la mort et la renaissance cyclique de la nature et de l'homme. Chaque rosette pourrait représenter un unique événement, et leurs interconnexions représenteraient un mouvement continu et renouvelable. Elles se succèdent les unes aux autres en ayant un point de connexion. Le passage d'une rosette à l'autre peut se faire dans le sens des aiguilles d'une montre, ou en sens inverse, en passant par ces points de connexion. Le passage d'un point de connexion à l'autre, en empruntant une voie circulaire, imite la procession se déplaçant autour du sarcophage.
Spyrídon Marinátos estime cette vision de transformation cyclique comme compatible avec les concepts des religions méditerranéennes du second millénaire avant Jésus Christ. L'ondulation de la rosette imite l'action des vagues et trouverait son origine dans l'expérience des Minoens sur les mers.
Enfin, le nombre de dix-neuf rosettes, établies en frises dans les parties supérieures et inférieures des faces principales, pourrait avoir une valeur symbolique, liée au culte funéraire ou à un calendrier primitif.

### Spirales

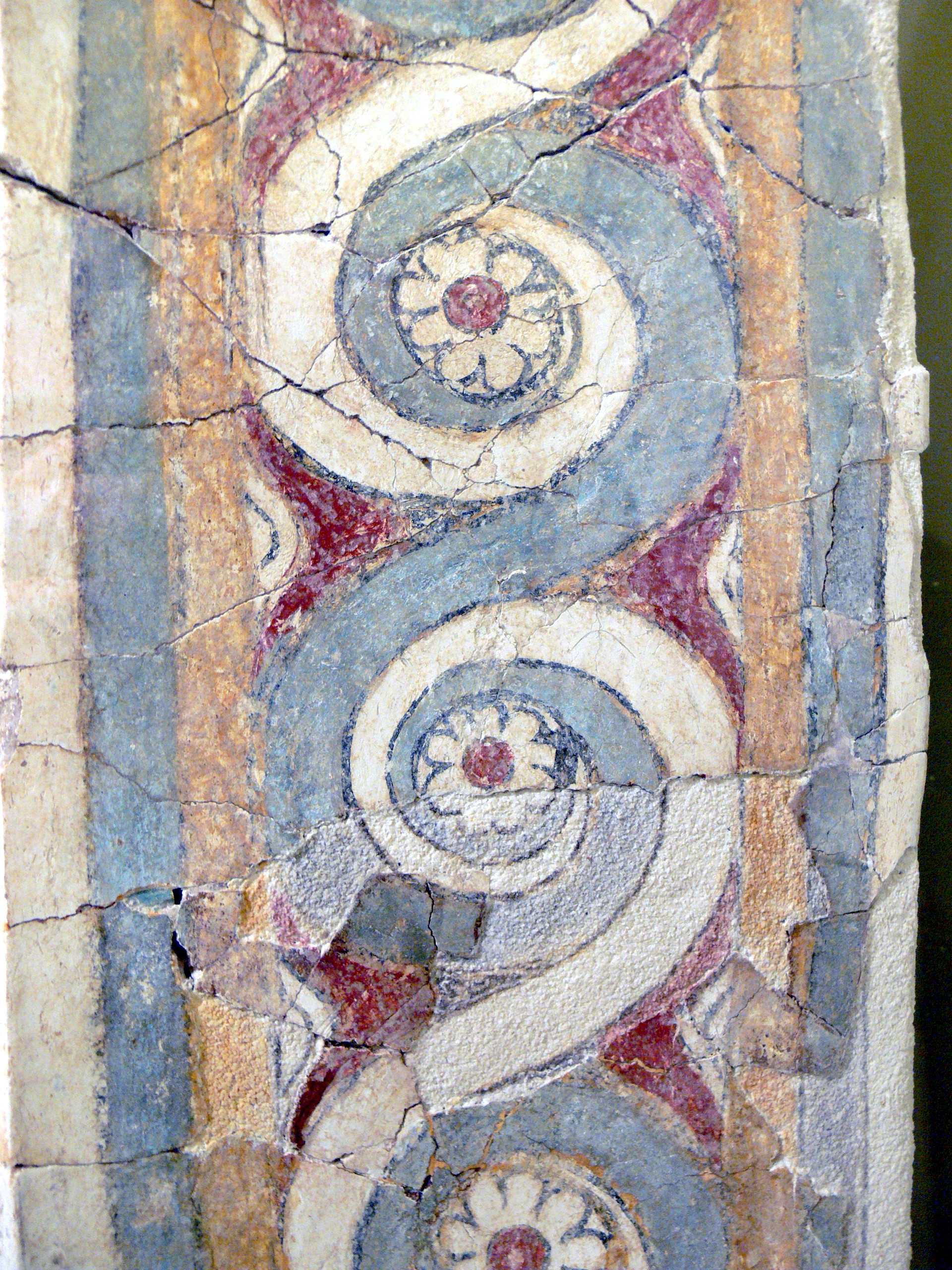

Les motifs de rosettes et de spirales sont très largement utilisés à Knossos au cours de la période néopalatiale. On retrouve les spirales en S du sarcophage, accentuées par l'usage de bleu et de blanc, sur une fresque de la salle du trône à Knossos. D'autres exemplaires de spirales, retrouvées à Tyrinthe, Pylos, Tanagra et Argos suggèrent que ce motif est d'inspiration mycénienne, plus que minoenne. Sur le sarcophage, on trouve la spirale aux extrémités des faces nord et sud, le long des pieds, en une succession de six motifs, parfois cinq, et certaines spirales apparaissent tronquées à demi. Le motif est répété sur la scène du côté nord, sur la structure derrière le personnage de droite, puis sur le côté sud sur l'autel à offrandes et sur le sanctuaire à cornes. Sur l'île de Santorin, à Akrotiri, on peut voir une fresque représentant une porte avec des cornes de consécration. Des spirales similaires à celles du sarcophage encadrent la porte décorée de lys.
Le motif spiraliforme est courant sur les poteries du Minoen récent et chez les Mycéniens. Comme sur le sarcophage, la spirale est associée au thème de la mer et de la chèvre. La forme de la spirale pourrait tout simplement représenter la mer.

### Doubles haches
La double hache (labrys) est un élément récurrent dans la religion minoenne. On retrouve cet élément en plusieurs endroits du sarcophage. Sur la face nord on trouve un modèle à quatre lames, arrangées symétriquement autour d’une rosette. Sur la face sud, c’est un modèle spiriforme que l'on peut voir, c’est-à-dire que les faces intérieures de la hache sont décorées d’appendices en forme de spirales.
Les doubles haches sont fixées au sommet de grands poteaux. Ceux-ci sont plantés dans des bases tantôt composées de blocs carrés, de cônes tronqués et superposés ou encore en forme de trapèze. Sur la face sud, la base est simplement rectangulaire, mais composée de carrés blancs et rouges.
Pour Nilsson, s’il ne fait aucun doute que les doubles haches ont une signification religieuse, il estime aussi qu’elles peuvent être estimées comme des objets vénérés lors du culte, et qu’il est possible de les voir comme des fétiches ou voir en eux le symbole par lequel un Dieu pourrait être vénéré.

### Oiseaux
Communément, les oiseaux représentés sur les sarcophage sont désignés comme des colombes. Même les volatiles au sommet des doubles haches sont appelés colombes. Cependant, l’oiseau présent sur le petit côté est jaune et muni d’une queue bleue, possède une zone bleue sur les ailes et un collier noir. Au sommet de sa tête trône un plumeau ressemblant à celui d’un cacatoès. Mais ni cette espèce, ni une autre au plumage similaire n’existe en Crète ou dans les pays alentour. Tout comme les griffons, les oiseaux du sarcophage ne sont peut-être qu’une création artistique sans lien avec la réalité.
La représentation d’oiseaux est parfois perçue comme une expression de l’âme du défunt
La question de la détermination de l’espèce des oiseaux se retrouve au sujet des volatiles perchés sur les colonnes. Des hypothèses les décrivent comme des aigles, se référant à leur plumage noir. Pour Evans, les picidés noirs du Zeus Crétois. D'autres hypothèses les associent à des corbeaux ou des coucous. L’espèce exacte des oiseaux représentés sur le sarcophage est débattue par de nombreux chercheurs car l’idée qu’une espèce soit associée à un dieu n’est pas à écarter,.

## Lecture chromatique

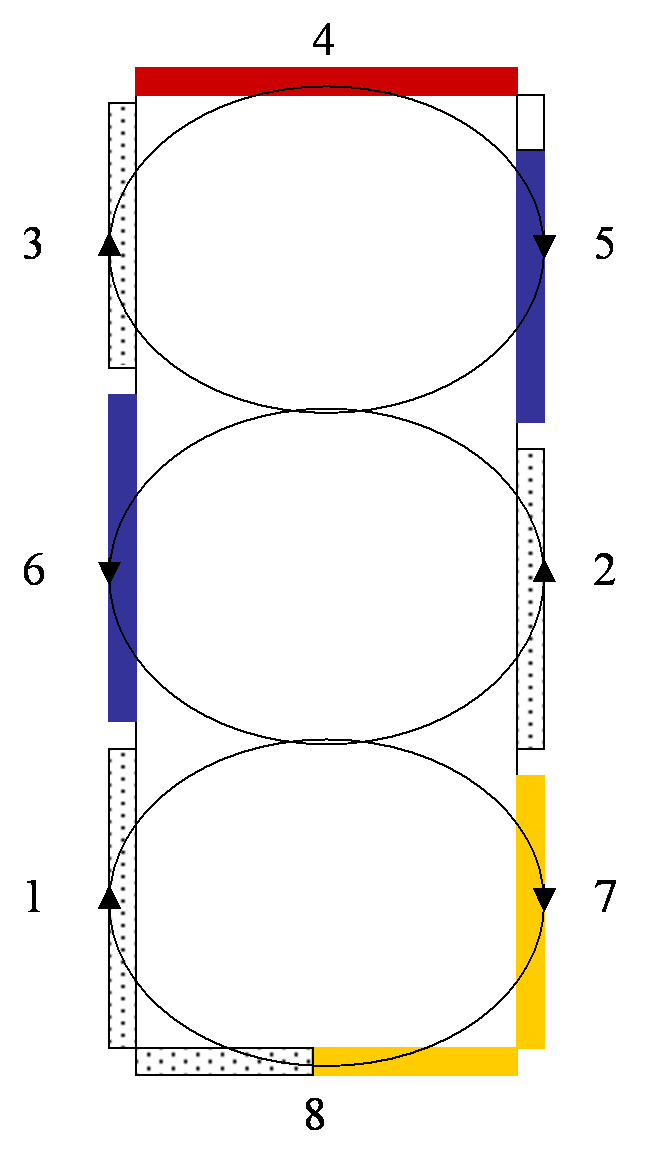
Schéma représentant les différentes teintes utilisées pour le fond de chaque scène, ainsi que les différentes étapes de lecture du sarcophage proposée par Walgate

Les quatre faces du sarcophages peuvent se subdiviser en différents registres déterminés des fonds colorés différents. Le spectateur peut alors grâce à ces différents arrière-plans, soit déterminer le rang hiérarchique de chaque personnage, soit être guidé dans l'ordre de lecture des différentes scènes.
Sur le sarcophage, l'artiste a utilisé différentes couleurs dans le but de renforcer certaines zones et certains personnages. Sur toutes les faces on retrouve une alternance entre le bleu, le rouge, le jaune et le blanc. Sur le côté nord, l'arrière-plan passe du clair au sombre pour revenir au clair, tandis que le sur le côté sud, il passe d'une couleur plus sombre, à claire, à sombre, pour revenir à claire. La face est, derrière les griffons, l'arrière-plan est d'un rouge brillant, tandis que sur la face ouest, le registre supérieur est blanc, et l'inférieur, jaune. Le changement de couleur du fond implique un changement de lieu ou d'événement. Le passage d'un arrière-plan clair à foncé peut aussi être lu comme le passage du jour à la nuit, ou de la vie à la mort. La couleur de l'arrière-plan permet au spectateur de se repérer et de naviguer à travers les différents épisodes.
La lecture du sarcophage au travers des couleurs suggère une narration non linéaire. Il faudrait ne pas prendre les panneaux les uns après les autres pour suivre le récit. Il faut se placer au-dessus du sarcophage pour comprendre cette vision : le récit raconté par le sarcophage imiterait la forme d'une vague. L'histoire partirait du personnage tout à droite de la face nord, pour se poursuivre au centre du côté sud et le sacrifice du taureau, avant de revenir sur le côté gauche de la face nord. Ces trois épisodes, ayant un arrière-plan clair, suggère que ces activités se passent en plein jour. Dirigé par les oiseaux qui prennent leur envol sur les double hache, puis par le chariot qui lui aussi indique la direction à suivre, le spectateur revient au côté sud et à la cérémonie de l'offrande. L'arrière-plan passe d'un rouge foncé à un bleu foncé derrière la scène de la cérémonie. Ces couleurs représenteraient le crépuscule, puis la nuit. Un nouvel oiseau guide à nouveau le spectateur, à se diriger vers le centre de la face nord cette fois, vers la scène du sacrifice simulé et des bateaux. Cet épisode prend place devant un arrière-plan bleu foncé, qui suggère que la scène se passe également de nuit. Le récit se poursuit sur la partie gauche de la face sud, pour observer la procession de femmes qui sont devant un fond jaune, avant de glisser sur la face ouest, celle aux hommes marchant sur un fond jaune. La partie basse du côté ouest, représentant le chariot tiré par des chèvres est quant à elle sur un fond blanc. Alors que le jaune pourrait signifier l'aube, on termine par le fond blanc signifiant le jour. Le sarcophage représenterait donc un récit prenant place le temps d'une journée et d'une nuit.
Ce mouvement crée ainsi trois cercles connectés entre eux, chaque cercle ayant un thème propre. Le sacrifice est le pivot central de la narration, que l'on retrouve au centre de chaque face, et autour duquel s'articulent les actions des autres cercles. Les deux scènes de libations sur chaque face, sont connectées pour former une sphère à l'est du cercle du sacrifice. Le cercle à l'ouest, où commence et se termine le voyage, et où le défunt ou le spectateur choisit soit de renouveler le voyage, soit de quitter le récit.

## Influences

### Influences égyptiennes

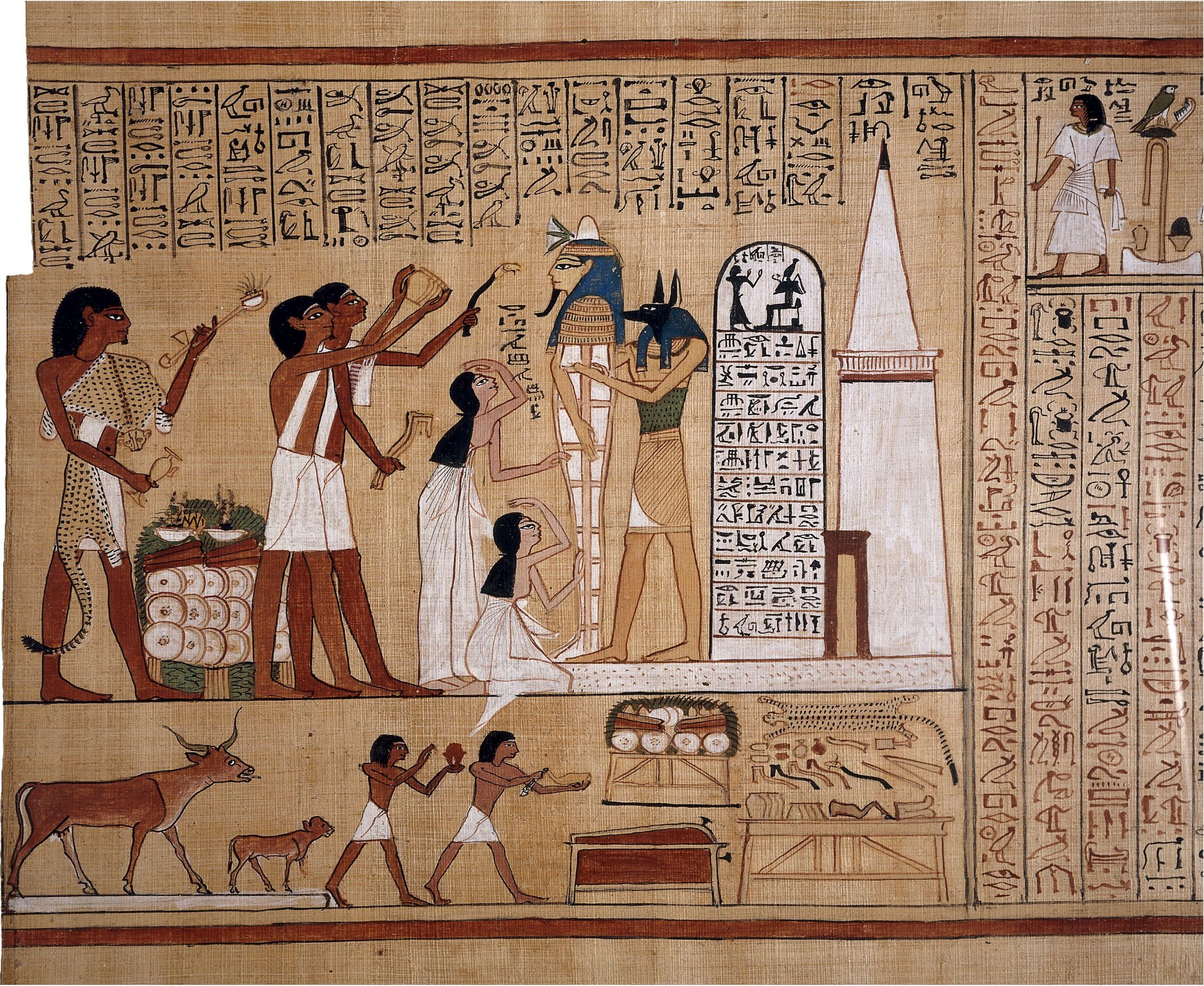

Si l’imagerie utilisée sur le sarcophage est d’inspiration profondément minoenne, l’organisation des différents éléments en panneaux narratifs n’a pas d’équivalence dans tout l'art minoen. Des archéologues, parmi eux Evans suggèrent que l’organisation des motifs minoens en une histoire dérive des canons artistiques égyptiens, où processions et rites cérémoniels sont présents sur les murs des tombes dès l’Ancien Empire et qui restent la source d’inspiration la plus probable aux processions minoennes.
Dès sa découverte au début du XXe siècle, les influences égyptiennes furent mises en avant, commentées et débattues par les archéologues. Les rituels présentés sur le sarcophage sont d'origines minoennes et l'on retrouve bon nombre de ces éléments sur des sceaux minoens par exemple, et certains chercheurs minimisent l'apport égyptien. Mais même si certains chercheurs, comme Charlotte Long, insistent sur l'apport minoen, ils sont souvent d'accord sur le fait que le sarcophage fut réalisé par un peuple qui sut s'influencer de groupes culturels extérieurs.
Comme mentionné précédemment, le sarcophage est fait d'une pièce de calcaire que l'on trouve en abondance en Crète. À ce jour, c'est le seul sarcophage de ce type retrouvé sur l'île, et le plus ancien sarcophage de calcaire de toute la mer Égée. Lors de la restauration du sarcophage, les chercheurs se rendirent compte que les rosettes avaient d'abord été sculptées à même le calcaire. Creuser la pierre pour obtenir un relief n'est pas un procédé connu dans le monde égéen. Pour donner un effet tridimensionnel, les Égéens emploient des morceaux de stuc qu'ils fixent sur le support initial,. Au contraire, on trouve régulièrement la technique des bas-relief en Égypte, où elle est utilisée dès l'Ancien Empire. S'il est peu probable que ce bas-relief soit d'origine minoenne ou mycénienne, il est en revanche possible qu'il ait une origine égyptienne.
Les techniques de peinture et les matériaux utilisés diffèrent également des conventions de la peinture égéenne. Lors de la restauration du sarcophage, fut mis en évidence l'usage de tempera, qui est un médium utilisé très largement en Égypte. D'ailleurs un des rares cas de peinture en Égypte ou cette technique n'est pas utilisée se situe sur une fresque de Tell el-Dab'a réalisée par les Minoens.
L'usage du bleu égyptien est courant dans toute la mer Égée, et a été retrouvé sur toutes les fresques murales, mais on n'en trouve aucune trace sur le sarcophage. Une analyse du pigment bleu présent sur le sarcophage montre que ce n'est ni du bleu égyptien, ni un pigment fait d'azurite, communément utilisé en Égée. Le pigment du sarcophage est fait de lapis-lazuli, ce qui en fait à ce jour l'unique cas du monde minoen. Le lapis-lazuli, que l'on trouve au Pakistan, en Afghanistan et au Tadjikistan était importé en Égée depuis les côtes du Moyen-Orient. Au cours du règne d'Amenhotep III, contemporain du Minoen récent IIIA, les relations commerciales entre l'Égypte, la Palestine, Chypre et l'Égée furent intenses. Il n'est donc pas exclu que le lapis-lazuli ait pu arriver par l'intermédiaire de l'Égypte.
Plusieurs tombes thébaines de la XVIIIe dynastie contiennent à la fois des représentations de processions funéraires conventionnelles et des processions d’apporteurs d’offrandes, dont des émissaires Keftiu. Ces représentations de Keftiu ont d’importantes similarités avec les personnages masculins de la face ouest du sarcophage. La présence de Minoens sur les fresques égyptiennes renforce l’idée d’un échange de savoir-faire et de techniques entre les deux peuples. Ces représentations égyptiennes sont d’ailleurs riches de renseignements sur ce que les émissaires minoens pouvaient apporter en offrande : poterie, textile, lingots de cuivre, joaillerie, et dans deux cas, des statuettes de taureaux. Dans l’art minoen, la seule fresque où des offrandes sont composées d’autres objets que des poteries, est celle du sarcophage d’Aghia Triada. L’idée de placer des statuettes de taureaux sur le sarcophage est donc perçue comme venant d’Égypte. Il en est de même pour les offrandes de bateaux. La représentation de navires dans un contexte funéraire est très rare, alors qu’il y a une quantité innombrable de navires sur des sceaux. Il y sont représentés isolés de tout élément religieux et ne semblent pas avoir d’autre sens que celui d’une embarcation. De plus, les bateaux des sceaux minoens sont représentés avec un mât, une voile et une rangée de rames. Au contraire, sur le sarcophage, les bateaux ne comportent aucun de ces éléments, mais simplement une coque, ce qui fait que l’image des navires est plus suggérée qu’elle n’est représentée. Encore une fois, on peut faire un étroit parallèle avec la tradition égyptienne où le symbole du navire est important. Des images de bateaux transportant le défunt apparaissent dans les tombes de la noblesse thébaine sous Hatchepsout et Amenhotep II. Le style des barques du sarcophage et beaucoup plus proche de ces représentations thébaines que de n’importe quelle autre représentation minoenne.
Le dernier exemple d’influence égyptienne réside dans le personnage sur la droite du côté nord. Cette figure sans bras, comme momifiée, est sans équivalent dans tout le monde égéen, que l’on examine fresques, sceaux, poteries ou figurines. Les rares représentations du défunt montrent un corps allongé dans un linceul ou le cercueil lui-même, ce qui évoque l’idée de la mort. Au contraire, c’est l’idée de régénération et de vie éternelle que l’on retrouve sur le sarcophage.

### Influences mycéniennes

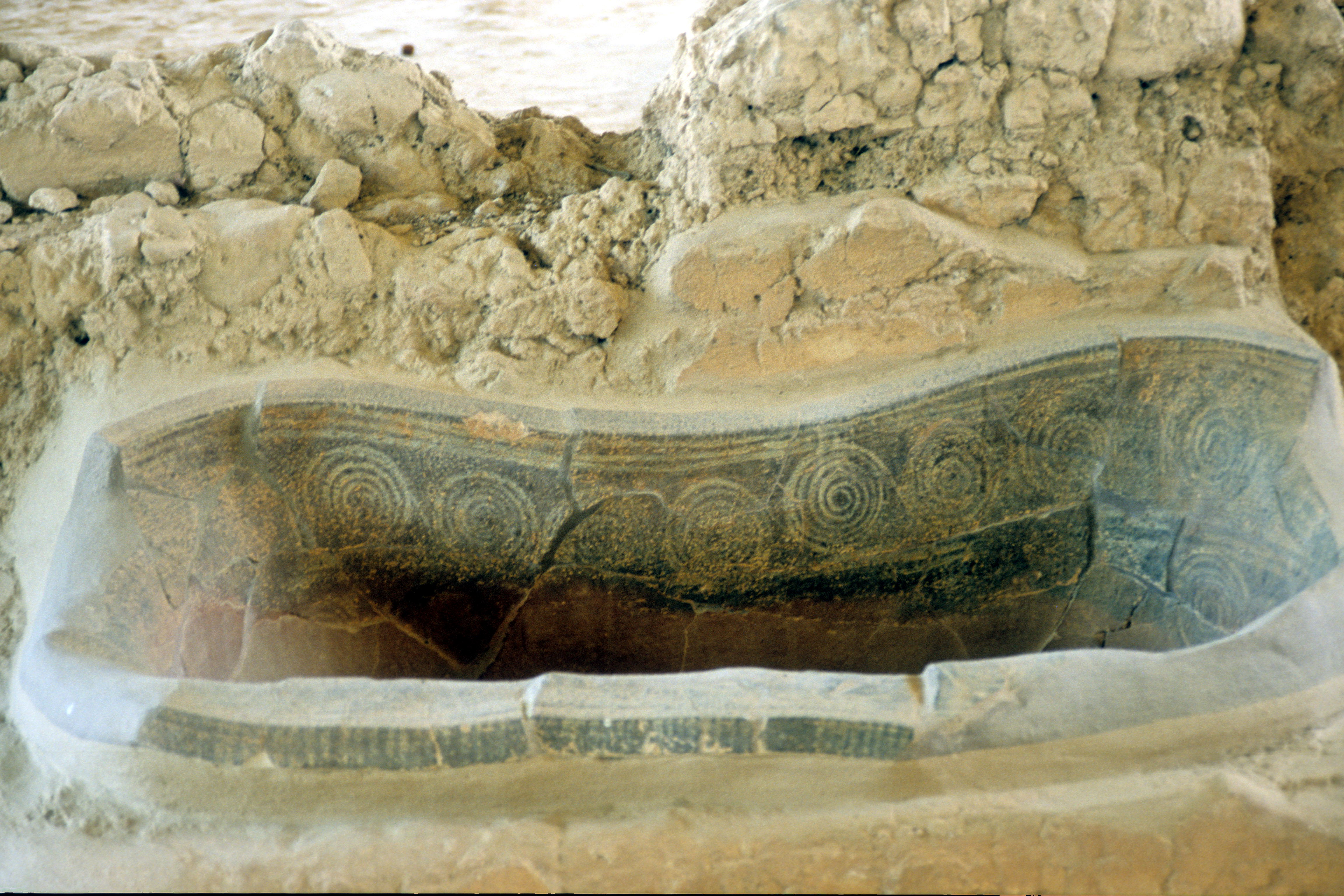
Exemple de spirales sur une baignoire mycénienne (Pylos)

Le sarcophage n'est pas analysé comme un objet isolé de l'art égéen, mais plutôt comme une expression de la puissance mycénienne qui essayait d'asseoir son pouvoir politique, économique et culturel à travers les arts et l'architecture.
Les personnages des faces est et ouest, tirés sur des chariots, sont d'inspiration purement mycénienne, dans laquelle on trouve des chariots tirés par des chevaux. Ce thème est d'ailleurs bien plus courant dans la Grèce mycénienne que dans la Crète minoenne. Ces chariots sont un prélude aux processions des dieux menant des chariots que l'on retrouve fréquemment dans la Grèce archaïque. D'autres sarcophages minoens, également d'influences mycéniennes, montrent des chariots tirant le défunt au-dessus de la mer représentée par des lignes ondulées. On retrouve ces ondulations à chaque extrémité du sarcophage. Le thème du sacrifice de bovin, représenté sur l'une des faces, semble également se rapprocher davantage d'un rite mycénien que minoen.
On connaît très peu de choses concernant le culte funéraire minoen, alors qu'au contraire, on connaît bien les coutumes mycéniennes. L'influence mycénienne en Crète au Minoen récent III est avérée, même si la civilisation minoenne perdura jusqu'à la période géométrique. Des traces de culture mycénienne apparaissent dans les tombes retrouvées en Crète, peut-être dues au fait que les colons mycéniens souhaitèrent utiliser des tombes proches de celles dont ils avaient l'habitude de se servir dans leur pays d'origine. Tout comme les tombes A et B de Mycènes, la tombe 4 d'Aghia Triada était réservé à un groupe social, sans doute l'élite de la cité. Cette notion de séparation entre les groupes sociaux après la mort est une des principales différences entre les coutumes funéraires mycéniennes et minoennes. Le fait que la tombe 4 soit similaire par ses dates, son plan et ses fonctions aux tombes mycéniennes suggère que, bien qu'elle soit plus petite par ses dimensions, elle servait à distinguer certains personnages du reste de la population et que cette structure funéraire faisait partie d'une idéologie mycénienne nouvelle en Crète centrale.